# Vojany
Vojany este o comună slovacă, aflată în districtul Michalovce din regiunea Košice, pe malul râului Laborec⁠(d). Localitatea se află la altitudinea de 101 m deasupra n.m., se întinde pe o suprafață de 10,94 km2 și în 2017 număra 905 locuitori.

## Istoric
Localitatea Vojany este atestată documentar din 1323.

## Demografie
| An:                | 1994 | 2004    | 2014   | 2024   |
| ------------------ | ---- | ------- | ------ | ------ |
| Număr de persoane: | 714  | 825     | 881    | 950    |
| Diferență:         |      | +15,54% | +6,78% | +7,83% |

| An:                | 2023 | 2024   |
| ------------------ | ---- | ------ |
| Număr de persoane: | 947  | 950    |
| Diferență:         |      | +0,31% |